# Parafia Świętego Apostoła Jana Teologa w Chełmie
Parafia Świętego Apostoła Jana Teologa – parafia prawosławna w Chełmie, w dekanacie Chełm diecezji lubelsko-chełmskiej.
Parafia obecnie liczy ok. 400 wiernych.
Na terenie parafii funkcjonują 4 cerkwie i 1 kaplica:
- cerkiew św. Jana Teologa w Chełmie – parafialna
- cerkiew św. Równego Apostołom Włodzimierza w Brzeźnie – filialna
- cerkiew Świętej Trójcy w Dubience – filialna
- cerkiew Kazańskiej Ikony Matki Bożej i św. Proroka Eliasza w Wojsławicach – filialna
- kaplica św. Michała Archanioła w Rudzie – cmentarna

## Galeria

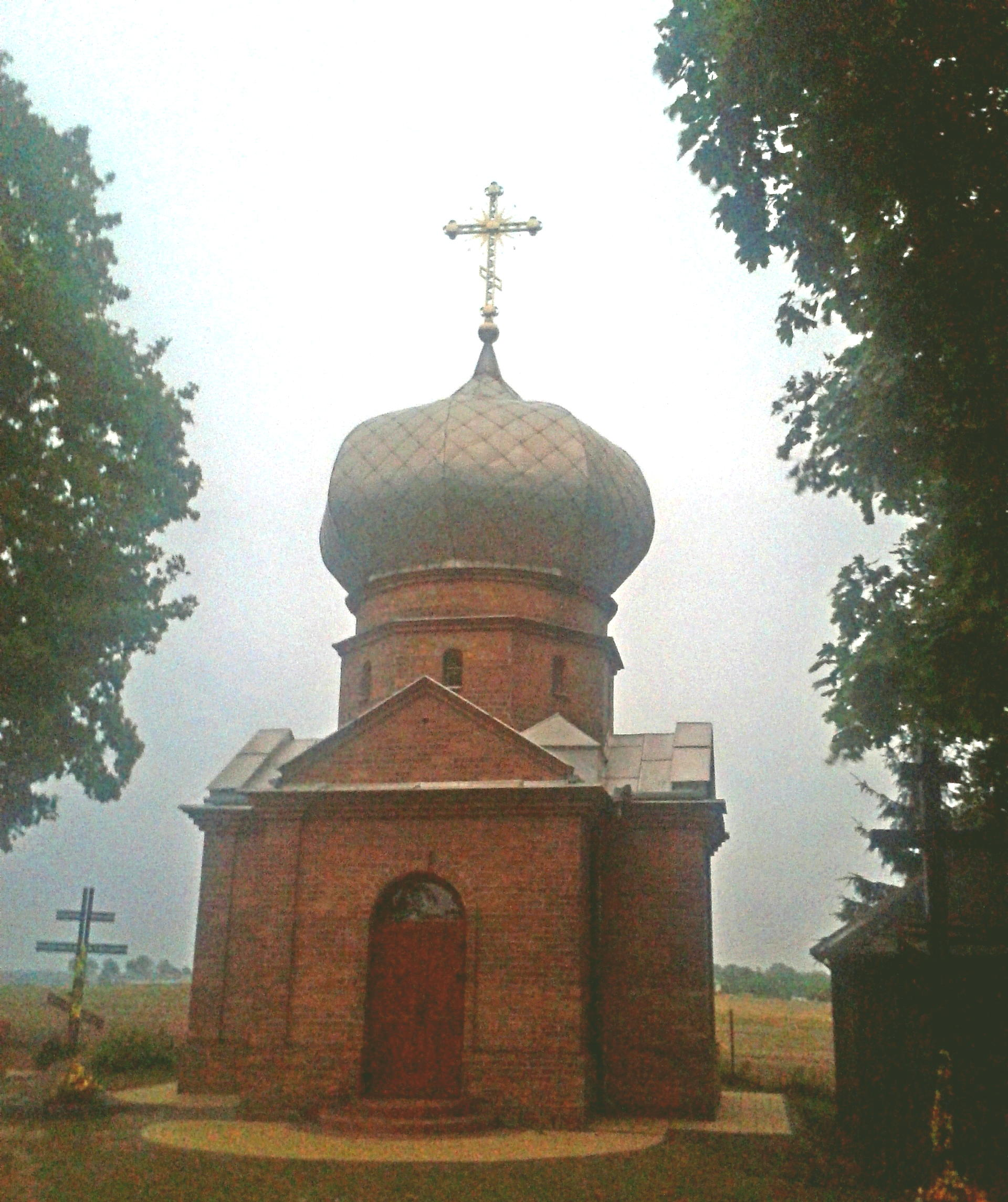
Cerkiew filialna św. Włodzimierza w Brzeźnie
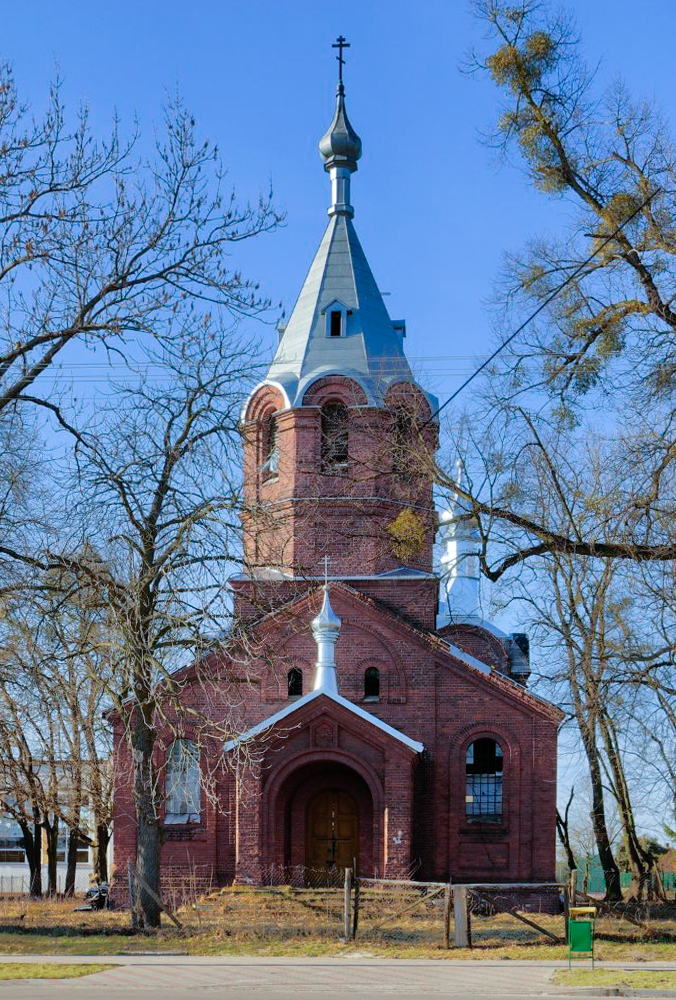
Cerkiew filialna Świętej Trójcy w Dubience
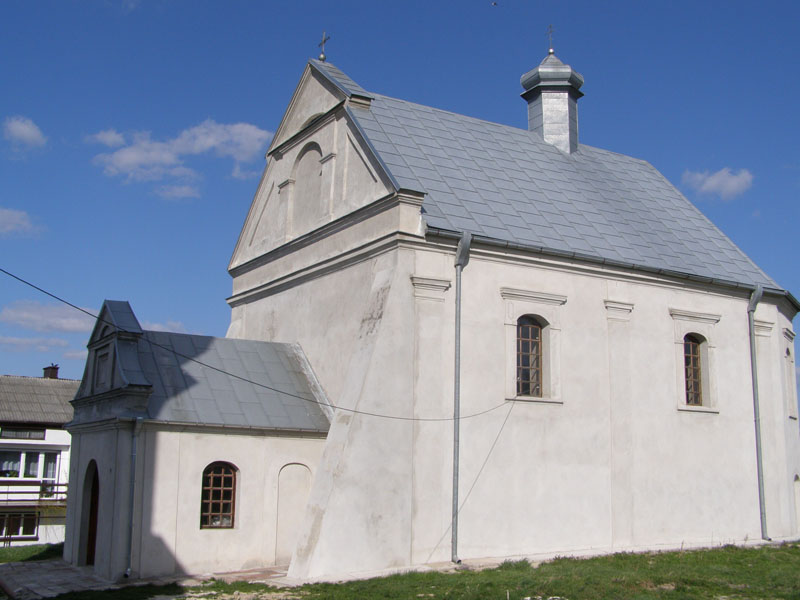
Cerkiew filialna Kazańskiej Ikony Matki Bożej i św. Proroka Eliasza w Wojsławicach
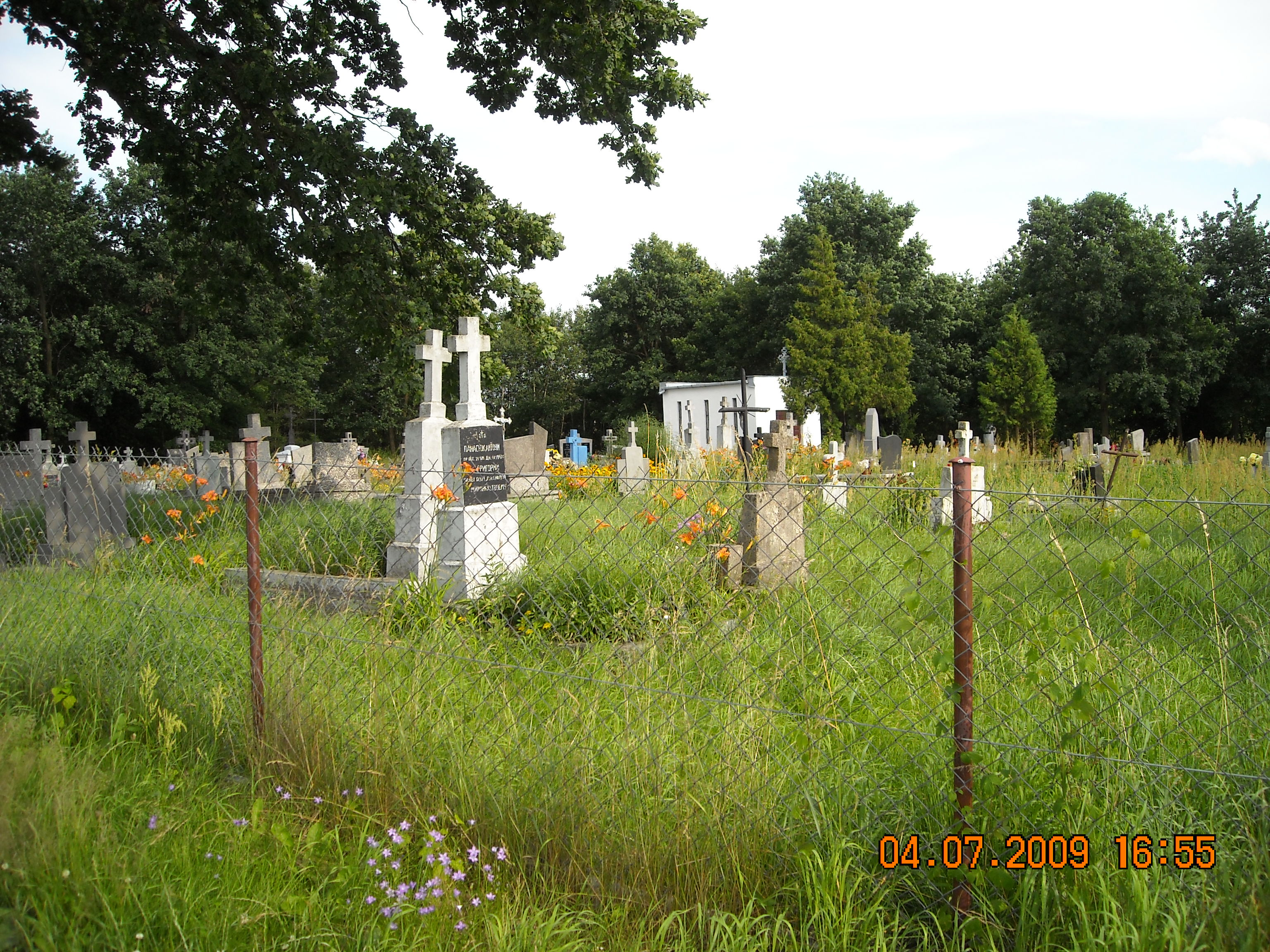
Cmentarz w Rudzie, w głębi kaplica św. Michała Archanioła

## Zasięg terytorialny
Chełm, Dubienka, Brzeźno, Ruda, Ruda-Huta

## Wykaz proboszczów
- 1864–1874 – ks. Jakub Kraszanowski
- 1874–1909 – ks. Mikołaj Straszkiewicz
- 1909–1915 – ks. Leoncjusz Jankowski
- 1915–1916 – ks. Jerzy Sasykin
- 1917–1919 – ks. Ksenofont Milkow
- 1920–1926 – ks. Andrzej Kozłowski
- 1927–1928 – ks. Olimpiusz Denisiewicz
- 1928–1932 – ks. Stefan Gruszko
- 1932–1935 – ks. Teodor Borecki
- 1935–1939 – ks. Jan Karwowski
- 1939–1940 – ks. Igor Kikiec
- 1941–1944 – ks. Gabriel Korobczuk
- 1944–1947 – ks. Jan Lewczuk
- 1947–1954 – ks. Józef Dyńko-Nikolski
- 1954–1955 – ks. Borys Szwarckopf
- 1955–1959 – ks. Michał Kalin
- 1959–1979 – ks. Aleksy Nesterowicz
- 1980–1989 – ks. Bazyli Taranta
- 1989–2019 – ks. Jan Łukaszuk
- od 2019 – ks. Jarosław Szczur[2]